# 1754 au Canada
Pour un article plus général, voir Chronologie du Canada.
Cet article traite des événements qui se sont produits durant l'année 1754 au Canada.

## Événements
- 17 avril : les Français, au nombre de 3 000, commandés par Claude-Pierre Pécaudy de Contrecœur délogent les Anglais au nouveau fort Prince George située à la jonction des rivières Ohio, Alleghany et Monongahela. Ils bâtissent le Fort Duquesne à sa place. Ils s'installent ainsi dans la Vallée de l'Ohio[1].

- 28 mai : victoire anglaise à la bataille de Jumonville Glen. L’officier français Jumonville est tué lors d’une rencontre avec un peloton armé que dirige George Washington. Les soldats de Louis XV ripostent[2]. Premier incident de la Guerre de la Conquête, prélude à la guerre de Sept Ans.

- 19 juin-10 juillet : congrès d’Albany ; les représentants des colonies anglaises se réunissent pour discuter d’une alliance avec les tribus indiennes mais aussi décider de l’organisation des colonies[3].

- 26 juin : Anthony Henday commence d'explorer la région de Saskatchewan à l’est du Canada (fin en 1760)[4].

- 3 juillet : une troupe française menée par Louis Coulon de Villiers conduit à la bataille de Fort Necessity. Victoire française et reddition de Washington[2]. Le gouvernement britannique autorise le gouverneur du Massachusetts à attaquer certains forts français.

- 15 août : Augustin de Boschenry de Drucourt, nommé gouverneur de l'Île Royale le 1er février, arrive à arrive à Louisbourg[5].
- 30 août : raid Abénaki à Charlestown, New Hampshire. Des captifs anglais sont ramenés au Canada. Les abénakis les vendent comme esclaves aux français. Susannah Willard Johnson (en) va relater plus tard sa captivité de quatre ans en Nouvelle-France[6].
- Septembre : au Fort Beauséjour, Thomas Pichon trahit la cause des Français en fournissant de l'information aux anglais du Fort Lawrence à la limite de l'Acadie - Nouvelle-Écosse[7].

- Fondation de Riverport en Nouvelle-Écosse.
- Incendie de la chapelle Notre-Dame-de-Bon-Secours à Montréal[8].
- Louis de La Corne ensemence un champ à la rivière Carotte près du Fort Paskoya. Ce serait la première tentative agricole dans l'ouest canadien[9].
- Recensement de la Nouvelle-France : 55 000 habitants[10].

## Naissances
- 11 juillet : Louis-François Dunière, marchand et politicien († 29 août 1828).
- 30 juillet : Ward Chipman, avocat et lieutenant-gouverneur du Nouveau-Brunswick († 9 février 1824).
- 11 septembre : François Joseph d'Estienne de Chaussegros de Lery, général († 5 septembre 1824).
- 26 octobre : René Boileau, politicien († 11 juillet 1831).
- 5 novembre : Alessandro Malaspina, explorateur de la côte ouest(† 9 avril 1810).
- Robert Shore Milnes, gouverneur du Bas-Canada († 2 décembre 1837).

## Décès
- 19 mars : Paul Bécart de Granville et de Fonville, militaire (° 18 janvier 1685).
- 28 mai : Joseph Coulon de Villiers, sieur de Jumonville, militaire et première victime de la guerre de Sept Ans (° 8 septembre 1718).
- 4 octobre : Tanaghrisson, chef amérindien (° 1700).